# Rico Murray
(en) Statistiques sur pro-football-reference
Rico Murray (né le 21 août 1987 à Cincinnati) est un joueur américain de football américain et de football canadien évoluant pour les Tiger-Cats de Hamilton.

## Carrière

### Université
Murray étudie à l'université d'État de Kent, jouant pour l'équipe de football américain des Golden Flashes.

### Professionnel
Rico Murray n'est sélectionné par aucune équipe lors du draft de la NFL de 2009. Il signe comme agent libre non-drafté avec les Bengals de Cincinnati. Lors de sa première saison en professionnel (rookie), il entre au cours de quatre matchs. En 2010, il entre, aussi, au cours de quatre matchs et dévie deux passes et fait onze tacles. En 2011, les entraîneurs lui donnent sa chance et joue son premier match comme titulaire en NFL lors de la première journée du championnat mais sa prestation ne convainc pas et il est libéré le 14 septembre. Il revient à Cincinnati le 3 janvier 2011.
En 2012, il signe avec les Eskimos d'Edmonton. Néanmoins, il y reste seulement le temps de la pré-saison et ne dispute aucun match avec cette équipe. Il signe avec les Tiger-Cats de Hamilton en 2013 et devient un joueur régulier avec l'équipe. En 2017 il passe aux Argonauts de Toronto avec lesquels il joue dans tous les matchs de la saison et remporte la coupe Grey. Cependant, la saison suivante il signe avec le Rouge et Noir d'Ottawa comme agent libre.

## Palmarès
- 2014 - Équipe d'étoiles de la division Est de la LCF